# Marigny (Manica)

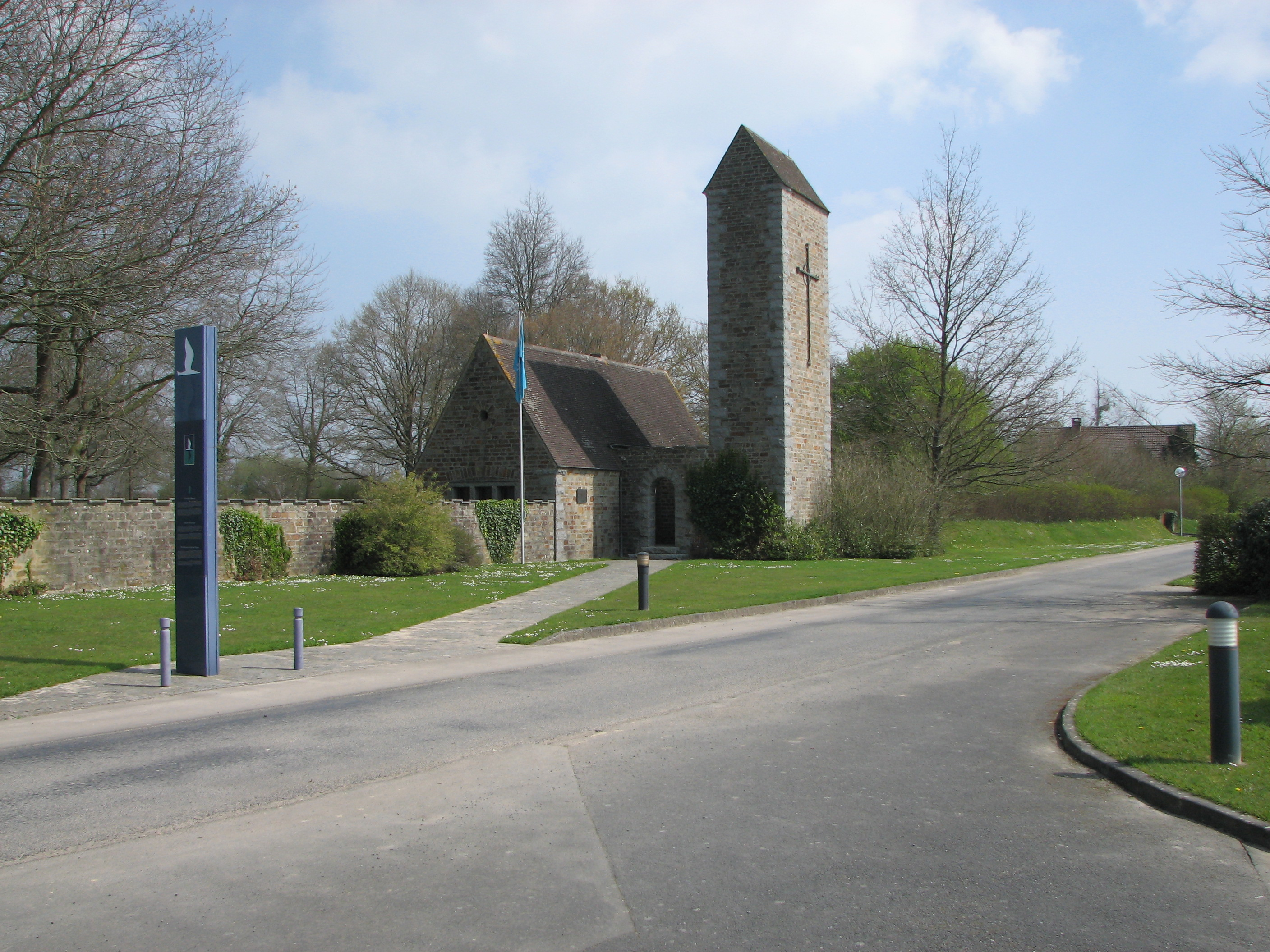
Il cimitero militare germanico a Marigny

Marigny è un comune francese di 2 203 abitanti situato nel dipartimento della Manica nella regione della Normandia.

## Società

### Evoluzione demografica
Abitanti censiti